# Oyo (stát)
Oyo je jeden ze 36 států Nigérie. Leží v jihozápadní části země a jeho hlavním městem je Ibadan, třetí nejlidnatější město v zemi. Na severu sousedí se státem Kwara, na jihovýchodě se státem Osun, na jihu se státem Ogun a na západě s Beninem. V roce 2022 zde žilo asi 8 milionů obyvatel a stát Oyo tak byl šestým nejlidnatějším státem v zemi. Většiny obyvatel státu jsou Jorubové. V minulosti se na území dnešního státu nacházela Říše Oyo. 